# 洛罗丘芬纳
洛罗丘芬纳（義大利語：Loro Ciuffenna），是意大利阿雷佐省的一个市镇。总面积86.67平方公里，人口5879人，人口密度67.8人/平方公里（2009年）。ISTAT代码为051020。

## 友好城市
- 法國 格吕桑